# Décès en janvier 1886
Décès
- 1882
- 1883
- 1884
- 1885
- 1886
- 1887
- 1888
- 1889
- 1890

Pour une information complémentaire, voir la page d'aide.

| Date        | Nom                                          | Pays                          | Activités                                            | Âge      | Source |
| ----------- | -------------------------------------------- | ----------------------------- | ---------------------------------------------------- | -------- | ------ |
| 1er janvier | Robert Chambers                              | Drapeau du Canada             | Homme politique canadien.                            | 76       |        |
| 1er janvier | Vittorio Imbriani                            | Drapeau de l'Italie           | Ecrivain italien.                                    | 45       |        |
| 1er janvier | Édouard Réveil                               | Drapeau de la France          | Homme politique français.                            | 86       |        |
| 2 janvier   | Alexandrine Martin                           | Drapeau de la France          | Artiste peintre et pastelliste française.            | 69       |        |
| 3 janvier   | Gaetano Chierici                             | Drapeau de l'Italie           | Préhistorien et archéologue italien.                 | 66       |        |
| 4 janvier   | Amédée Dechambre                             | Drapeau de la France          | Médecin français.                                    | 73       |        |
| 4 janvier   | Piotr Tkatchev                               | Drapeau de l'Empire russe     | Révolutionnaire russe.                               | 41       |        |
| 5 janvier   | Ernest Panckoucke                            | Drapeau de la France          | Imprimeur et éditeur français.                       | 77       |        |
| 6 janvier   | Adhémar Barré de Saint-Venant                | Drapeau de la France          | Ingénieur, physicien et mathématicien français.      | 88       |        |
| 6 janvier   | Alfred de Falloux                            | Drapeau de la France          | Historien et homme politique français.               | 74       |        |
| 6 janvier   | Charles Gilbert-Boucher                      | Drapeau de la France          | Magistrat et homme politique français.               | 66       |        |
| 7 janvier   | Richard Dadd                                 | Drapeau de l'Angleterre       | Peintre anglais.                                     | 68       |        |
| 7 janvier   | Léon Gaucherel                               | Drapeau de la France          | Peintre et sculpteur français.                       | 69       |        |
| 7 janvier   | John Morris                                  | Drapeau du Royaume-Uni        | Géologue britannique.                                | 75       |        |
| 8 janvier   | Juan María Guelbenzu                         | Drapeau de l'Espagne          | Pianiste et compositeur espagnol.                    | 66       |        |
| 9 janvier   | Joseph Elmaleh                               | Drapeau du Maroc              | Rabbin marocain.                                     | 76/77    |        |
| 9 janvier   | James Fergusson                              | Drapeau de l'Écosse           | Architecte et historien écossais.                    | 77       |        |
| 9 janvier   | Émile Vautier                                | Drapeau de la Belgique        | Militaire belge.                                     | 64       |        |
| 10 janvier  | Benjamin F. Conley                           | Drapeau des États-Unis        | Homme politique américain.                           | 70       |        |
| 10 janvier  | Adrien de Lavalette                          | Drapeau de la France          | Journaliste et entrepreneur français.                | 73       |        |
| 11 janvier  | Pema Kunzang Chogyal                         | Drapeau du Tibet              | Tulkou tibétain.                                     | 31/32    |        |
| 11 janvier  | Azusa Ono                                    | Drapeau du Japon              | Juriste, homme politique japonais.                   | 33       |        |
| 13 janvier  | Jules Barrême                                | Drapeau de la France          | Avocat et haut-fonctionnaire français.               | 46       | [ 1 ]  |
| 13 janvier  | Cesare Bertea                                | Drapeau de l'Italie           | Homme politique italien.                             | 62       |        |
| 14 janvier  | Karl Emil Lischke                            | Drapeau de l'Allemagne        | Juge et malacologiste allemand.                      | 72       |        |
| 14 janvier  | Jean-Marie Reignier                          | Drapeau de la France          | Peintre français.                                    | 70       |        |
| 14 janvier  | Paul-Charles-Louis-Philippe de Ségur         | Drapeau de la France          | Homme politique français.                            | 76       |        |
| 15 janvier  | Henning Hamilton                             | Drapeau de la Suède           | Aristocrate et homme politique suédois.              | 71       |        |
| 15 janvier  | Abel-François Lucas                          | Drapeau de la France          | Peintre français.                                    | 72       |        |
| 16 janvier  | Adolphe Favre                                | Drapeau de la France          | Journaliste, poète, écrivain et dramaturge français. | 77       |        |
| 16 janvier  | Henri-Jean Lefortier                         | Drapeau de la France          | Peintre français.                                    | 66       |        |
| 16 janvier  | Amilcare Ponchielli                          | Drapeau de l'Italie           | Compositeur italien.                                 | 51       |        |
| 17 janvier  | Paul Baudry                                  | Drapeau de la France          | Peintre français.                                    | 57       |        |
| 17 janvier  | Louis Ganne                                  | Drapeau de la France          | Homme politique français.                            | 70       |        |
| 17 janvier  | Bernhard von Neher                           | Drapeau de l'Allemagne        | Peintre allemand.                                    | 80       |        |
| 17 janvier  | Jacques Philippe Henri Usquin                | Drapeau de la France          | Militaire et professeur français.                    | 70       |        |
| 18 janvier  | Adolphe-Félix Gatien-Arnoult                 | Drapeau de la France          | Homme politique français.                            | 85       |        |
| 18 janvier  | Gyula Rochlitz                               | Drapeau du royaume de Hongrie | Architecte hongrois.                                 | 60       |        |
| 18 janvier  | Eduard Oscar Schmidt                         | Drapeau de l'Allemagne        | Naturaliste allemand.                                | 62       |        |
| 18 janvier  | Josef Tichatschek                            | Drapeau de l'Allemagne        | Chanteur d'opéra allemand.                           | 78       |        |
| 18 janvier  | Baldassare Verazzi                           | Drapeau de l'Italie           | Peintre italien.                                     | 67       |        |
| 19 janvier  | Paul Foubert                                 | Drapeau de la France          | Homme politique français.                            | 73       |        |
| 19 janvier  | Victor Frerejean                             | Drapeau de la France          | Maître de forges français.                           | 83       |        |
| 19 janvier  | Camille Lebrun                               | Drapeau de la France          | Écrivaine française.                                 | 80       |        |
| 19 janvier  | Jean Louis Henri Villain                     | Drapeau de la France          | Homme politique français.                            | 66       |        |
| 21 janvier  | Jules d'Aoust                                | Drapeau de la France          | Compositeur et homme politique français.             | 68       |        |
| 21 janvier  | Léon Dombre                                  | Drapeau de la France          | Ingénieur français.                                  | 81       |        |
| 21 janvier  | George T. Kingston                           | Drapeau du Canada             | Météorologue canadien.                               | 69       |        |
| 21 janvier  | Joseph-Charles-Maurice Mathieu de La Redorte | Drapeau de la France          | Homme politique français.                            | 82       |        |
| 22 janvier  | Onésime Joachim Troude                       | Drapeau de la France          | Officier de marine et historien militaire français.  | 78       |        |
| 23 janvier  | Prosper Bressant                             | Drapeau de la France          | Comédien français.                                   | 70       |        |
| 23 janvier  | Hippolyte Charamaule                         | Drapeau de la France          | Homme politique français.                            | 91       |        |
| 23 janvier  | William Drummond (7e vicomte Strathallan)    | Drapeau de l'Écosse           | Homme politique écossais.                            | 75       |        |
| 23 janvier  | François Saint-Amand                         | Drapeau de la France          | Écrivain français.                                   | 61       |        |
| 24 janvier  | Walter Burrell (5e baronnet)                 | Drapeau de l'Angleterre       | Avocat et homme politique anglais.                   | 71       |        |
| 24 janvier  | Madame Mélingue                              | Drapeau de la France          | Actrice française.                                   | 72       |        |
| 24 janvier  | Ilia Nikolaïevitch Oulianov                  | Drapeau de l'Empire russe     | Haut fonctionnaire de l'éducation russe.             | 54       |        |
| 24 janvier  | Sebastiano Tecchio                           | Drapeau de l'Italie           | Avocat et homme politique italien.                   | 79       |        |
| 25 janvier  | Rodolphe-Ernest de Fontarèches               | Drapeau de la France          | Homme politique français.                            | 89/90    |        |
| 25 janvier  | Pierre Goguet                                | Drapeau de la France          | Notaire et homme politique français.                 | 55       |        |
| 25 janvier  | Jules Guérin                                 | Drapeau de la Belgique        | Médecin belge.                                       | 84       |        |
| 25 janvier  | Benjamín Vicuña Mackenna                     | Drapeau du Chili              | Historien, écrivain et homme politique chilien.      | 54       |        |
| 26 janvier  | Armand Baschet                               | Drapeau de la France          | Littérateur, journaliste et polémiste français.      | 56       |        |
| 26 janvier  | David Rice Atchison                          | Drapeau des États-Unis        | Homme politique américain.                           | 78       | (en)   |
| 26 janvier  | Lev Lvovitch Kamenev                         | Drapeau de l'Empire russe     | Peintre paysagiste russe.                            | 52/53/54 |        |
| 26 janvier  | Philippe-Joseph-Emmanuel de Smyttère         | Drapeau de la France          | Botaniste et historien français.                     | 86       |        |
| 27 janvier  | Henri Bonnerot                               | Drapeau de la France          | Homme politique français.                            | 47       |        |
| 27 janvier  | Alfred de Clebsattel                         | Drapeau de la France          | Avocat et homme politique français.                  | 78       |        |
| 27 janvier  | John Rous                                    | Drapeau du Royaume-Uni        | Militaire et noble britannique.                      | 91       |        |
| 28 janvier  | Simon Ramagni                                | Drapeau de la France          | Agent maritime et homme politique français.          | 78       |        |
| 28 janvier  | Piotr Petrovitch Verechtchaguine             | Drapeau de l'Empire russe     | Peintre russe.                                       | 52       |        |
| 29 janvier  | Joseph Bachelier                             | Drapeau de la France          | Général de brigade français.                         | 76       |        |
| 29 janvier  | Gustav von Wartensleben                      | Drapeau de l'Allemagne        | Militaire et chambellan allemand.                    | 89       |        |
| 30 janvier  | Gustave Chouquet                             | Drapeau de la France          | Musicologue et conservateur français.                | 66       |        |
| 30 janvier  | Gédéon de Forceville                         | Drapeau de la France          | Sculpteur français.                                  | 86       |        |